# Байр (Ики-Бурульский район)
Байр (калм. Байр) — посёлок в Ики-Бурульском районе Калмыкии, в составе Ики-Бурульского сельского муниципального образования.

## География
Посёлок расположен в балке Манта в юго-восточной части Ергеней, в 27 км к востоку от посёлка Ики-Бурул.

## История
Дата основания 1783 год. На американской карте 1950 года на административной карте Ставропольского края населённый пункт указан как посёлок Манта. Дата присвоения названия Байр не установлена. Под данным названием посёлок отмечен на топографической карте 1984 года.

## Население
| 2002 | 2010 | 2012 |
| ---- | ---- | ---- |
| 154  | ↘119 | ↗127 |

Национальный состав
Согласно результатам переписи 2002 года большинство населения посёлка составляли калмыки (77 %)